# Omanolidia pilosa
Omanolidia pilosa är en insektsart som beskrevs av Nielson 1982. Omanolidia pilosa ingår i släktet Omanolidia och familjen dvärgstritar. Inga underarter finns listade i Catalogue of Life.